# Donucen ke zločinu
Donucen ke zločinu (v anglickém originálu The Entitled) je kanadský filmový thriller. Natočil jej režisér Aaron Woodley podle scénáře Williama Morrisseye. Děj filmu se soustředí kolem tří nezaměstnaných mladíků s antisociálními sklony, kteří unesou dětí tří bohatých otců za účelem získání peněz jako výkupné. Ve filmu hrají Kevin Zegers, Victor Garber, Laura Vandervoort, Devon Bostick, Dustin Milligan, Ray Liotta a další. Film byl z velké části natáčen na Laurentian University v ontarijském městě Greater Sudbury. Roku 2012 byl nominován na cenu Directors Guild of Canada.